# Marilee Karl
Marilee Karl (* 1941) ist eine Feministin. 
Karl ist Mitgründerin von Isis-WICCE und Autorin von Werken über die Rechte der Frau. Ihr bekanntestes Buch ist das 1995 erschienene Women and Empowerment: Participation and Decision Making. Als Teil des 1000 Women for the Nobel Peace Prize Projekts wurde sie 2005 für den Friedensnobelpreis nominiert.